# Струмок (Одесская область)
Струмок (укр. Струмок) — село, относится к Татарбунарскому району Одесской области Украины.
Население по переписи 2001 года составляло 1883 человека. Почтовый индекс — 68120. Телефонный код — 4844. Занимает площадь 4,29 км². Код КОАТУУ — 5125084701.

## История
В 1945 г. Указом ПВС УССР село Чишма переименовано в Струмок.

## Местный совет
68120, Одесская обл., Татарбунарский р-н, с. Струмок, ул. Победы, 94а